# Język samoański
Język samoański (samoański Gagana Sāmoa) – język z grupy języków polinezyjskich z wielkiej rodziny austronezyjskiej, używany przez ok. 415 tys. Samoańczyków, przede wszystkim na pacyficznych wyspach Samoa i Samoa Amerykańskiego, gdzie ma status języka urzędowego. Wiele tysięcy Samoańczyków zamieszkuje również Nową Zelandię (zwłaszcza Auckland), Australię i Hawaje, w większości zachowując swój język.
Język samoański nie wykazuje znaczącego zróżnicowania dialektalnego, lecz istnieją pewne różnice w wymowie i słownictwie pomiędzy odmianą formalną a potoczną. Najważniejsza różnica fonetyczna dotyczy regularnych odpowiedników głosek „t” (styl formalny) i „k” (styl potoczny) oraz „n” (styl formalny) i „g” (wymowa /ŋ/ – styl potoczny). Przykładowo: „matka”: styl formalny tinā, styl potoczny kigā. W piśmie tradycyjnie stosuje się styl formalny.
Jest zapisywany alfabetem łacińskim.

## System fonetyczny i ortografia
| Aa, Āā    | Ee, Ēē    | Ii, Īī | Oo, Ōō    | Uu, Ūū    | Ff  | Gg  | Ll     | Mm  | Nn       | Pp  | Ss  | Tt  | Vv  | (Hh)  | (Kk)  | (Rr)  | ‘   |
| --------- | --------- | ------ | --------- | --------- | --- | --- | ------ | --- | -------- | --- | --- | --- | --- | ----- | ----- | ----- | --- |
| /a/, /aː/ | /ɛ/, /eː/ | /iː/   | /o/, /ɔː/ | /ʊ/, /uː/ | /f/ | /ŋ/ | /l, ɾ/ | /m/ | /n/, /ŋ/ | /p/ | /s/ | /t/ | /v/ | (/h/) | (/k/) | (/ɾ/) | /ʔ/ |

## Gramatyka

### Rodzajnik
W języku samoańskim występuje zarówno rodzajnik określony, le (np. ‘o le Atua „Bóg”), jak i nieokreślony – se. W liczbie mnogiej nie używa się rodzajnika. Przykłady: ‘o le tagata „człowiek”; ‘o tagata „ludzie”.

### Rzeczownik
Zasadniczo rzeczowniki są nieodmienne. Nie istnieje rodzaj jako kategoria gramatyczna, liczbę mnogą rozpoznaje się po braku rodzajnika. Relacje przypadkowe realizowane są poprzez kilka typowych przyimków.

### Zaimki osobowe
Podobnie jak inne języki austronezyjskie, samoański rozróżnia między pierwszą osobą liczby mnogiej inkluzywną (tzn. obejmującą również rozmówcę/-ów) i ekskluzywną (nie obejmującą rozmówcę/-ów):
|                            | liczba pojedyncza | liczba podwójna | liczba mnoga |
| -------------------------- | ----------------- | --------------- | ------------ |
| Pierwsza osoba ekskluzywna | a‘u, ‘ou          | mā‘ua, mā       | mātou        |
| Pierwsza osoba inkluzywna  | tā                | tā‘ua, tā       | tātou        |
| Druga osoba                | ‘oe, ‘e           | ‘oulua          | ‘outou, tou  |
| Trzecia osoba              | ia / na           | lā‘ua           | lātou        |

### Czasownik
Liczbę mnogą czasowników tworzy się najczęściej przez reduplikację pierwszej sylaby.

## Słownictwo
Zasób leksykalny samoańskiego jest w przeważającym stopniu austronezyjski, z pewną liczbą zapożyczeń z języka angielskiego.
Przykłady podstawowych słów:
| Polski              | Samoański             | Przybliżona wymowa              |
| ------------------- | --------------------- | ------------------------------- |
| Tak                 | ‘ioe                  | [ʔi.jo.ɛ]                       |
| Nie                 | Leai                  | [lɛ.ɑ.i]                        |
| Proszę              | Fa‘amolemole          | [fɑ.ʔɑ.mo.lɛ.mo.lɛ]             |
| Dziękuję            | Fa‘afetai             | [fɑ.ʔɑ.fɛ.taɪ]                  |
| W porządku          | ‘Ua lelei             | [ʔu.wɑ lɛ.lɛɪ]                  |
| duży – mały         | tele – la‘itiiti      | [tɛ.lɛ] – [lɑ.ʔi.tiː.ti]        |
| szybki – powolny    | vave/tope – gese      | [vɑ.vɛ] [to-bɛ] – [ŋɛ.sɛ]       |
| wcześnie – późno    | vave – tuai           | [vɑ.vɛ] – [tu.waɪ]              |
| tani – drogi        | taugōfie – taugatā    | [tɑ.u.ŋoː.fi.ɛ] – [tɑ.u.ŋɑ.tɑː] |
| blisko – daleko     | latalata – mamao      | [lɑ.tɑ.lɑ.tɑ] – [mɑ.mɑ.ɔ]       |
| gorący – zimny      | vevela – malulū       | [vɛ.vɛ.lɑ] – [mɑ.lu.luː]        |
| pełny – pusty       | tumu – gaogao         | [tu.mu] – [ŋɑ.o.ŋɑ.o]           |
| łatwy – trudny      | faigōfie – faigatā    | [fɑ.i.ŋoː.fi.ɛ] – [fɑ.i.ŋɑ.tɑː] |
| ciężki – lekki      | mamafa – māma         | [mɑ.mɑ.fɑ] – [mɑː.mɑ]           |
| otwarty – zamknięty | tatala – tapuni       | [tɑ.tɑ.lɑ] – [tɑ.bu.ni]         |
| prawidłowy – błędny | sa‘o – sesē           | [sɑ.ʔɔ] – [sɛ.seː]              |
| stary – nowy        | tuai – fou            | [tu.waɪ] – [fɔʊ]                |
| stary – młody       | matua – talavou       | [mɑ.tu.wə] – [tɑ.lɑ.vo.u]       |
| piękny – brzydki    | ʻaulelei / ʻauleaga   | [ʔɑʊ.lɛ.leɪ] – [ʔɑʊ.lɛ.ɑ.ŋɑ]    |
| dobry – zły         | lelei – leaga         | [lɛ.leɪ] – [lɛ.ɑ.ŋɑ]            |
| lepszy – gorszy     | feoloolo – leaga tele | [fɛ.ɔ.loː.lo] – [lɛ.ɑ.ŋɑ.tɛ.lɛ] |
| Jeden               | Tasi                  | [tɑ.si]                         |
| Dwa                 | Lua                   | [lu.ɑ]                          |
| Trzy                | Tolu                  | [to.lu]                         |
| Cztery              | Fa                    | [fɑ]                            |
| Pięć                | Lima                  | [li.mɑ]                         |
| Sześć               | Ono                   | [ɔ.no]                          |
| Siedem              | Fitu                  | [fi.tʌ]                         |
| Osiem               | Valu                  | [vɑ.lʌ]                         |
| Dziewięć            | Iva                   | [i.vɑ]                          |
| Dziesięć            | Sefulu                | [sɛ.fʌ.lʌ]                      |